# Richard F. Outcault
Richard Felton Outcault  (ur. 14 stycznia 1863, zm. 25 września 1928) – amerykański rysownik i scenarzysta. Wynalazca nowoczesnego komiksu. Twórca komiksów The Yellow Kid (1895) oraz Buster Brown (1902).
Artysta znajduje się w The Will Eisner Award Hall of Fame.

## The Yellow Kid
The Yellow Kid (ang. Żółty dzieciak/bobas) – komiks prasowy drukowany w latach 1895–1898 na łamach New York World Josepha Pulitzer'a i później New York Journal Williama Randolpha Hearsta. Uważany za pierwszy komiks nowoczesny. Tekst zamknięty został w kadrze; traktowany dotąd jako podpis pod rysunkiem albo opis rysunku, tekst stał się integralną częścią rysunku.